# Al-Nu'man III ibn al-Mundhir
Al-Nu'mān III ibn al-Mundhir, también transcrito Na'aman, Nu'aman y Noman y a menudo conocido por el patronímico Abu Qabus (أبو قابوس), fue el último rey lájmida de al-Hirah (reinó 582 - c. 609) y un árabe cristiano nestoriano. Es considerado uno de los más importantes soberanos lájmidas.

## Biografía

### Niñez
Al-Nu'man era hijo de al-Mundhir IV ibn al-Mundhir (r. 575–580) y Salma, la hija  de un orfebre judío, Wa'il ibn Atiyyah, de Fadak, que había sido esclava de al-Harith ibn Hisn, de la tribu Banu Kalb. El origen plebeyo, incluso servil, de su madre será a menudo utilizado para burlarse de al-Nu'man por los poetas contemporáneos. Además, las fuentes árabes unánimemente retratan a al-Nu'man como un hombre particularmente feo, pequeño, pelirrojo y muy pecoso.
Según al-Tabari, fue criado en la niñez por el poeta cristiano Adi ibn Zayd, que con sus hermanos sirvió como secretario de los asuntos árabes para el señor de los lájmidas, el rey sasánida. Tuvo numerosos hermanos —11 o 12 según las fuentes— pero solo uno de ellos, su medio hermano al-Aswad, que fue criado por el clan noble de los Banu Marina, parece haber sido una figura destacable.

### Reinado

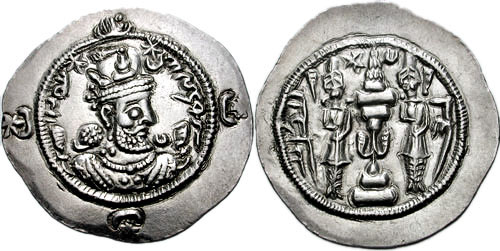
Moneda de Hormizd IV (r. 579–590).

La sucesión de Al-Nu',man en 580 no tuvo oposición, ya que el clan de Banu Marina respaldó su hermano al-Aswad. El monarca sasánida, Hormizd IV (r. 579–590), nombró a Iyas ibn Qabisah al-Ta'i como gobernador interino, mientras se buscaba un candidato adecuado entre la dinastía lájmida. Las fuentes árabes informan que la intervención de Adi ibn Ziyad fue decisiva: Adi hizo que los otros hijos de al-Mundhir se presentaran primero ante Hormizd, que les preguntó si podrían cumplir los deberes de la oficina. A esto ellos respondieron, aleccionados por Adi, "podemos controlar a los árabes por ti, excepto al-Nu'man". Cuando al-Nu'man vino último, él confiadamente prometió no solo controlar a los árabes, sino también a sus hermanos, presumiendo "Si no les puedo hacer frente a ellos, entonces no le puedo hacer frente a nadie!". Complacido con su respuesta, Hormizd le nombró rey y le dio una corona de oro incrustada de perlas por valor de 60.000 dirhams para confirmar su posición.
Al-Nu'man fue un gobernante fuerte y enérgico pero se conoce poco sobre su reinado. Se enfrentó a divisiones entre las tribus y clanes sujetos a él. Así, cuando intentó eliminar el derecho de dirigir una división en batalla (llamado ridāfa) de los Yarbu, un clan de los Banu Tamim, y darlo a los Darim, otro clan, esto provocó un enfrentamiento violento entre los dos en Tikhfa. A pesar del apoyo dado por al-Nu'man a los Darim, los Yarbu vencieron e incluso tomaron prisioneros al hermano e hijo de al-Nu'man, que tuvo que intercambiarlos por mil camellos.
A diferencia de sus predecesores, al-Nu'man apenas se preocupó por los rivales árabes tradicionales de los lájmidas, los gasánidas, ya que estos últimos habían caído ante sus señores bizantinos en c. 580 y eliminados como poder en la región. La única actividad militar registrada de al-Nu'man fue un ataque a la fortaleza bizantina de Circesium durante la guerra bizantino–sasánida de 572–591. Según relatos árabes, al-Nu'man dio refugio al hijo de Hormizd, Cosroes II (r. 591–628), durante su huida del usurpador Bahram Chobin en 590, y luchó a su lado en una batalla en al-Nahrawan contra las fuerzas del usurpador.

### Caída, muerte y consecuencias

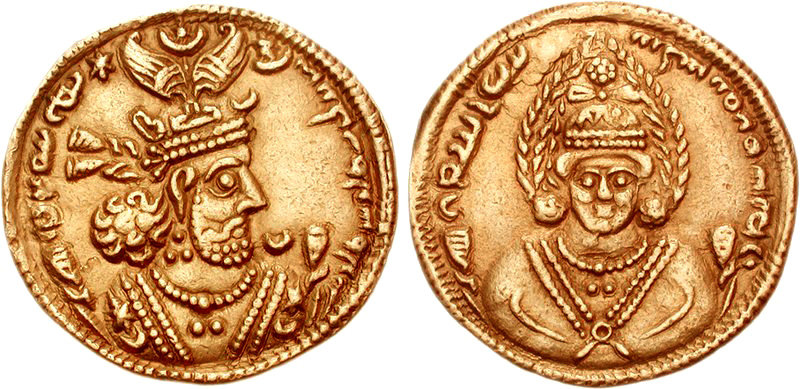
Moneda de Cosroes II (r. 591–628).

A pesar de la asistencia prestada a Cosroes, después de este ser restaurado en su trono, ambos cayeron. Las fuentes contemporáneas no proporcionan ninguna razón clara para ello, atribuyendo su disputa a una negativa de al-Nu'man de entregar su caballo a Cosroes o conceder la mano de una de sus hijas, Hind, a un pariente de Cosroes. Es más probable que tuviera que ver con la previa disputa entre al-Nu'man y su consejero principal, Adi ibn Zayd, que cayó bajo la sospecha de conspirar contra él y fue ejecutado. El hijo de Adi, que era un informante de Cosroes, logró poner al soberano contra al-Nu'man. La conversión de este al cristianismo nestoriano también puede haber sido un factor, desde que Cosroes intentó disminuir la influencia de los nestorianos en la propia corte persa. Pero por otro lado, la rama nestoriana del cristianismo era generalmente vista con menos hostilidad por los soberanos sasánidas, y el mismo Cosroes estaba casado con una cristiana, Shirin.
Una vez consciente de la hostilidad de Cosroes, Al-Nu'man huyó de su capital y buscó refugio entre los Banu Bakr, pero finalmente fue obligado a rendirse y fue ejecutado mediante aplastamiento por elefante. Sin embargo, según una crónica siríaca, Cosroes invitó a al-Nu'man a un banquete donde fue deshonrado y capturado; otra crónica siríaca declara que Cosroes capturó a Numan junto con sus hijos, que fueron envenenados.
El fin del reinado de al-Nu'man generalmente se fecha en c. 602 por los estudiosos modernos. Después de su arresto, Cosroes retiró por completo del poder a los lájmidas y confió el gobierno de al-Hira a Iyas ibn Qabisah al-Ta'i. Esto marcó el fin de la dinastía, que había protegido eficazmente a Persia de las tribus árabes durante casi tres siglos. Muy deprisa, los efectos nocivos de este hecho se hicieron sentir, cuando los Bakr, descontentos con Iyas, se rebelaron y derrotaron una fuerza persa en la batalla de Dhi Qar. Junto con la creciente inestabilidad en la propia Persia después de la caída de Cosroes en 628, estos acontecimientos anunciaron la decisiva batalla de Qadisiyya en 636 y la subsiguiente conquista musulmana de Persia.

## Legado
Según Irfan Shahîd, en las historias posteriores, el reinado de al-Nu'man ibn al-Mundhir se consideró "el más memorable después del de su abuelo, al-Mundhir III". La capital lájmida de al-Hira continuó siendo el principal centro cultural árabe de su tiempo, particularmente a través del mecenazgo de al-Nu'man de numerosos poetas, más notablemente Adi ibn Zayd y el panegirista al-Nabigha.
Al-Nu'man también fue el primero en convertirse abiertamente al cristianismo, probablemente después de la conclusión de la paz con Bizancio en 591. Esto aumentó la importancia de al-Hira como un importante centro cristiano nestoriano, particularmente para actividades misioneras en el Golfo Pérsico y Arabia Oriental.